# México en los Juegos Paralímpicos de Atlanta 1996
México estuvo representado en los Juegos Paralímpicos de Atlanta 1996 por un total de 38 deportistas, 28 hombres y 10 mujeres.

## Medallistas
El equipo paralímpico mexicano obtuvo las siguientes medallas:
| Nombre                  | Deporte       | Evento                  |
| ----------------------- | ------------- | ----------------------- |
| Oro                     |               |                         |
| Saúl Mendoza            | Atletismo     | 5000 m T52-53 masculino |
| Alejandro Guerrero      | Atletismo     | 10 000 m T10 masculino  |
| Adrián Paz              | Atletismo     | Jabalina F52 masculino  |
| Plata                   |               |                         |
| Leticia Torres          | Atletismo     | 200 m T51 femenino      |
| Araceli Castro          | Atletismo     | Disco F41 femenino      |
| Catalina Rosales        | Atletismo     | Peso F41 femenino       |
| Alejandro Guerrero      | Atletismo     | 5000 m T10 masculino    |
| María Cristina Hoffmann | Tenis de mesa | Individual 5 femenino   |
| Bronce                  |               |                         |
| Leticia Torres          | Atletismo     | 400 m T51 femenino      |
| Catalina Rosales        | Atletismo     | Disco F41 femenino      |
| Nicolás Ledezma         | Atletismo     | Maratón T10 masculino   |
| Mauro Máximo            | Atletismo     | Peso F52 masculino      |